# Schönborn (Brandemburgo)
Schönborn é um município da Alemanha, situado no distrito de Elbe-Elster, no estado de Brandemburgo. Tem 38,46 km² de área, e sua população em 2019 foi estimada em 1.514 habitantes.